# Rustam Ilmirowitsch Temirgalijew

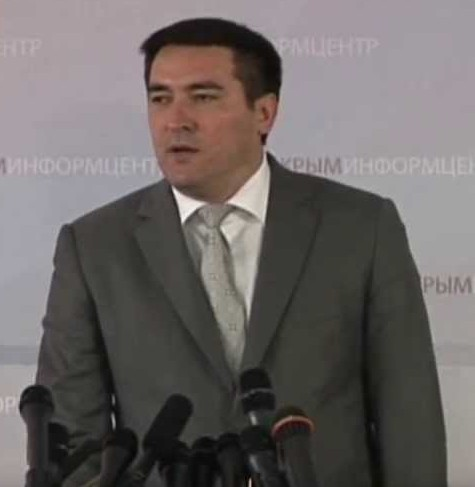
Rustam Temirgalijew (2014)

Rustam Ilmirowitsch Temirgalijew (russisch Рустам Ильмирович Темиргалиев, tatarisch Rüstəm İlmir uğlı Temirğəliyev, wiss. Transliteration Rustam Il'mirovič Temirgaliev; * 15. August 1976 in Ulan-Ude, Burjatische ASSR) ist ein russischer Politiker tatarischer Herkunft. Er wurde im Jahr 2014 Erster Stellvertretender Ministerpräsident der Autonomen Republik Krim.

## Biographie
Temirgalijew schloss 1998 die Nationale Wadym-Hetman-Wirtschaftsuniversität Kiew ab. Von 2004 bis 2005 war er als Berater des Vorsitzenden des Ministerrats der Autonomen Republik Krim (ARK) tätig. Zwischen 2005 und 2008 studierte er an der Nationalen Akademie für öffentliche Verwaltung beim Präsidenten der Ukraine.
2010 wurde Temirgalijew zum Abgeordneten des Obersten Rates der ARK von der Partei der Regionen gewählt. Im September 2013 berief man ihn zum stellvertretenden Vorsitzenden des Ministerrats der ARK.
Temirgalijew wurde am 17. März 2014 von der Europäischen Union auf die Liste von Sanktionen nach der Krimannexion durch Russland gesetzt. Als Begründung wurde folgendes angegeben:

„Als Stellvertretender Vorsitzender des Ministerrates der Krim hat Temirgaliev eine wichtige Rolle bei den Beschlüssen des Obersten Rates hinsichtlich des ‚Referendums‘ gegen die territoriale Unversehrtheit der Ukraine gespielt. Er hat aktiv für den Beitritt der Krim zur Russischen Föderation geworben.“

Am 11. April 2014 wurde Temirgalijew von den USA sanktioniert. Im Zusammenhang mit der Annexion der Krim durch Russland wurde er vom Sicherheitsdienst der Ukraine zur Fahndung ausgeschrieben.
Zwischen 2015 und 2017 war Temirgalijew stellvertretender Vorsitzender des Verwaltungsrats von „Far East Development Corporation“.
Im Juli 2017 wurde Temirgalijew zum Generaldirektor des Russisch-Chinesischen Investitionsfonds für regionale Entwicklung ernannt.